# NICE BEAT
『NICE BEAT』（ナイス・ビート）は、キンモクセイが2004年12月22日に発表した3作目のアルバムである。

## 解説
全曲の作詞作曲をボーカルの伊藤俊吾が担当している。
このアルバムからアマチュア時代の曲を含まない全曲書き下ろしとなり、「“第二期キンモクセイ”のスタート」と銘打たれた。
初回盤限定として、NICE BONUS盤が付属。

## 収録曲
- 全作詞・作曲：伊藤俊吾、編曲：キンモクセイ&佐橋佳幸（特記以外）

1. ステレオ
2. 君とチンパンジー
  - 9thシングルのカップリング曲。
3. 兄ちゃんの唐揚げ
4. メロディ
  - 9thシングル。
5. ナイスビート
編曲：キンモクセイ
6. スウィート・ララバイ
7. 目で見ろ
8. 失恋記念日
9. 太郎のおかたづけ
編曲：キンモクセイ
10. 君が泣く
11. ひぐらし
編曲：キンモクセイ
12. むすんでひらいて
  - 10thシングル。
  - 日本テレビ系『音楽戦士 MUSIC FIGHTER』2004年12月度エンディングテーマ。

### NICE BONUS盤
1. 夢で逢えたら
作詞・作曲：大瀧詠一、編曲：キンモクセイ
  - 吉田美奈子のカバーで、2005年2月16日に11thシングルとしてシングルカットされた。
  - ダイハツ『ミラジーノ』CMソング。
2. 踊ろよ、フィッシュ
作詞・作曲：山下達郎、編曲：キンモクセイ&澤近泰輔
  - 山下達郎のカバー。
3. 黄昏電車〈LIVE〉
編曲：キンモクセイ
  - 松たか子への提供曲のセルフカバー。
4. 二人のムラサキ東京
  - キンモクセイと東京ジェンヌ名義でリリースされたシングル。